# Alvania datchaensis
Alvania datchaensis is een slakkensoort uit de familie van de Rissoidae. De wetenschappelijke naam van de soort is voor het eerst geldig gepubliceerd in 1987 door Amati & Oliverio.